# Freccia del Brabante 1964
La Freccia del Brabante 1964, quarta edizione della corsa, si svolse il 1º aprile su un percorso di 200 km, con partenza ed arrivo a Bruxelles. Fu vinta dall'italiano Arnaldo Pambianco della squadra Salvarani davanti ai belgi Yvo Molenaers e Victor Van Schil.

## Ordine d'arrivo (Top 10)
| Pos. | Corridore         | Squadra                  | Tempo    |
| ---- | ----------------- | ------------------------ | -------- |
| 1    | Arnaldo Pambianco | Salvarani                | 5h10'00" |
| 2    | Yvo Molenaers     | Wiel's-Groene Leeuw      | a 2"     |
| 3    | Victor Van Schil  | Mercier-BP-Hutchinson    | s.t.     |
| 4    | Alfons Hermans    | Labo-Dr. Mann            | s.t.     |
| 5    | Benoni Beheyt     | Wiel's-Groene Leeuw      | s.t.     |
| 6    | Gilbert Desmet    | Wiel's-Groene Leeuw      | s.t.     |
| 7    | Willy Monty       | Pelforth-Sauvage-Lejeune | s.t.     |
| 8    | Emile Daems       | Peugeot-BP-Englebert     | s.t.     |
| 9    | Jef Planckaert    | Flandria-Romeo           | s.t.     |
| 10   | Constant Jongen   | Flandria-Romeo           | s.t.     |